# Aura (arte)
Aura é um termo apropriado por Walter Benjamin em seu ensaio "Pequena história da fotografia", de 1931, complementado em  "A obra de arte na era da sua reprodutibilidade técnica", de 1935, mas que teve sua primeira versão publicada no ano de 1936. O conceito foi utilizado para designar os elementos únicos de uma obra de arte original. Para o autor, a aura está relacionada a autenticidade; a existência única de uma obra de arte. Portanto, ela não existe em uma reprodução. Está ligada a ideia religiosa de aura, dando à obra de arte um caráter de objeto a ser cultuado.

## Definição
Aura para Walter Benjamin está relacionada à unicidade, autenticidade e tradição de uma obra, ou seja, o que o autor chama de “aqui e agora”, no caso a sua essência. Tais fatores as tornam características em seus respectivos contextos socioculturais, já que a original conta a história do objeto, criando uma sucessão de valores sobre ele. Abarca os mais variados fatores que foram alocados em uma dada obra de arte e que são de total importância para sua apreciação e seu entendimento. Por isso que, ao se pôr em prática o processo de reprodução, a aura da obra de arte se enfraquece (devido à falta de tais elementos, que são considerados a personalidade do quadro ou da escultura).
É isso que a torna única e autêntica e, portanto, a valoriza, ainda mais do que o paradigma da perfeição. Mesmo dentro do âmbito das reproduções manuais, as produções artísticas contam com essas características, pois não existe o uso da tecnologia (máquina) durante o processo de cópia. A aura, portanto, só deixa de estar presente na era da reprodutibilidade técnica.
“A autenticidade de uma coisa é a quintessência de tudo o que foi transmitido pela tradição, a partir de sua origem,desde sua duração material até o seu testemunho histórico. Como este depende da materialidade da obra,quando ela se esquiva do homem através da reprodução, também o testemunho se perde.”
Para explicitar seu conceito, o autor faz uma relação de espaço e tempo, explicando-o a partir do emprego do mesmo na análise de objetos históricos, assim como pode ser utilizado para a análise de objetos naturais.
Acredita na necessidade de um distanciamento para a contemplação da obra, mas sem muito se afastar para que ainda haja o reconhecimento da obra pelo espectador. Ademais, o tempo de contemplação deve ser lento para que haja captação daquilo que está sendo manifestado.
Outra relação que pode ser feita é a da proximidade com o erotismo. A aura deve, afetar o espectador como "Uma espécie de amor paradoxal: um querer ter e não poder ter, um amor que se alimenta da inacessibilidade e que, se chega a possuir o objeto desejado, perde por ele toda a atração". Demonstrando, assim, todo o valor da intangibilidade da obra de arte.
A obra, desta forma, apresenta sua singularidade e é fiel à sua maneira de se alojar em seu contexto. A exemplo, toma-se a tradição, que é algo totalmente vivaz, admiravelmente mutável. Desta maneira, pode-se citar a estátua da Vênus, que possuía diferentes formas de interpretação; formas estas que dependiam, por sua vez, do contexto histórico-cultural do território de onde era feita sua apreciação. Os gregos a tomavam por um objeto de culto, enquanto os clérigos medievais enxergavam nela uma imagem execrável. Mas o que, independentemente da nação, era enfrentado da mesma maneira, era sua unicidade, sua aura. Como o valor de culto (uso ritual) foi a exteriorização da obra de arte no seu âmbito tradicional, é correto afirmar que o valor singular da obra de arte “autêntica” tem o seu embasamento no hábito em que se apropriou o seu valor de uso original e primeiro. 

### Interpretações sobre o legado de Walter Benjamin
Alguns autores, posteriores à Benjamin, discorreram considerações a partir das obras e conceitos do autor, dentre eles estão: Peter Burke, Francisco Rüdiger e Márcio Seligmann-Silva.

#### Burke
Peter Burke, historiador inglês, destacou a importância dos debates, no universo acadêmico, sobre a imagem impressa como meio de comunicação. Burke comparou esses debates "às detalhadas investigações a respeito de textos impressos". Analisando a perspectiva da obra de arte em meio a reprodutibilidade técnica, Peter Burke comenta a conceituação de “aura” cunhada por Walter Benjamin. Burke argumenta que é difícil julgar o desaparecimento da “aura” na reprodução de uma imagem. Burke afirma ainda que bibliógrafos e historiadores da arte cada qual em sua vertente de observação estudam a produção impressa. Contudo, para Burke, a proximidade das obras de artes possibilitada pela reprodutibilidade poderá estimular o desejo de conhecer o original e não saciá-lo.

#### Rüdiger
Francisco Rüdiger atenta para pensamentos similares presentes nas obras de Walter Bejamin e Siegfried Kracauer, em especial referentes à cultura. Kracauer é considerado, assim como Benjamin, pertencente a “periferia dos teóricos da Escola de Frankfurt”. Rüdiger afirma que ambos enxergavam no “progresso técnico uma capacidade de revolucionar a arte”. Além disso, na interpretação de Rüdiger, eles compartilhavam da ideia de que estava se caminhando para uma democratização da cultura. Dessa forma, as massas poderiam, finalmente, ter acesso a experiências estéticas anteriormente restritas à burguesia.

#### Seligmann-Silva
Márcio Seligmann-Silva é considerado um grande pesquisador e tradutor  das obras de Walter Benjamin no Brasil. Na perspectiva de Salingmann, as características e os conceitos presentes nas obra de Benjamin estão cada vez mais presentes na contemporaneidade.  E isso se deve ao fato dessas obras possuírem grande centralidade ética e reflexões sempre observadas de forma histórica e crítica nunca sob uma vertente apenas.  O pesquisador faz ainda comparações teóricas entre Benjamin e um intelectual de nome Vilém Flusser que partilha das convicções de Benjamin sobre as radicais mudanças da humanidade frente aos avanços tecnológicos
.

## Aura na fotografia
A fotografia, como elemento histórico, transmite sensações que transcendem à própria imagem representada. Portanto, Benjamin apresenta a fotografia ao desenvolver a aparição da aura, uma vez que esta tenta representar a realidade. Neste sentido, a aura diz respeito então a algo além do elemento físico constituinte da fotografia, apresentando relevância à convergência entre a técnica e a pessoa, manual. Sugerindo, por fim, uma interpretação metafísica a partir da representação.
Na história da fotografia, o declínio da aura acontece a partir do desenvolvimento técnico, onde a imagem perde o registro simbólico do "espírito", impossibilitando a experiência que afeta a sensorialidade subjetiva. Seguindo o sentido de subjetividade na representação da realidade, pode-se considerar que a aura entra em declínio também pelas mudanças sociais de relação com a fotografia, já que, cada vez mais, procura-se retratar uma imagem programada, que foge do real propositalmente, considerando que a fotografia capta um momento que não pode mais ser alcançado para além daquele "clique".
A tentativa de resgate da aura, a partir da criação da "pseudoaura", visa a recuperar o "espírito" da imagem através da junção da técnica com uma "magia" inserida. No entanto, é uma tentativa falha no sentido da aura propriamente dita, pois esta conecta-se muito especificamente a um momento histórico que transmitiria a "magia" referida. Desta forma, por mais próxima fisicamente que a imagem esteja do espectador, a noção de aura estará distante por natureza, por não pertencer ao contexto ao qual está sendo analisada.
Ainda, as imagens têm cunho artístico ligado à experiência da estética, neste sentido a aura é, então, um "manto" que protege a experiência estética (beleza) que a obra transmite. Portanto, se a aura se perde, perde-se o "manto" e desconfigura a noção de beleza.

## Reprodutibilidade Técnica
Para Walter Benjamin a obra de arte sempre foi passível de imitação, uma vez que, o que um homem fazia poderia ser copiado por outros indivíduos. Esse processo de reprodução da obra de arte varia em forma, qualidade e volume considerando o seu desenvolvimento histórico. Com o advento da prática litográfica, tal técnica de reprodução registrou um avanço marcante, que até então não fora conquistado: facilitou, através de um processo mais consistente, a reprodução de imagens, a ilustração do cotidiano.
Historicamente é possível listar e explicar tais processos de reprodução de imagens. A xilogravura (a primeira conhecida é datada do final do século XIV) e a litografia, que foi inventada em 1796 por Aloys Senefelder e possibilitou primeira vez a produção de imagens coloridas e de custo baixo. Épocas mais modernas permitem a reprodução de uma obra de arte de maior qualidade, em larga escala e formatos variados. Porém, pouco tempo depois da criação da litografia, as artes gráficas deram espaço para a fotografia, o que culminou em um aceleramento extraordinário do processo de reprodução de imagens, já que esta continha uma característica diferencial: a possibilidade de se reproduzir tecnicamente.
Assim, no início do século XX, a reprodução técnica já tinha atingido um alto patamar e, como consequência, passou a conquistar o seu espaço de direito entre os procedimentos artísticos. Benjamin salienta em sua obra que sempre haverá um elemento faltante nas reproduções, por mais esmeradas que sejam: o chamado “aqui e agora da obra de arte”, segundo a sua própria definição. As obras de arte possuem uma existência única, na qual se cumpre o processo histórico ao qual ela esteve subordinada. 
Contudo, isso trouxe consequências, já que a autenticidade e a unicidade, de acordo com o autor, não podem ser imitadas, porque o seu caráter histórico e autêntico são perdidos com a reprodução, junto com o seu fundamento único e cultura. Segundo ele: “a autenticidade de uma coisa é [...] tudo o que desde a origem nela é transmissível” e isso, fica perdido na técnica que reproduz a obra de arte.  Portanto, pode-se inferir que o que se torna ressequido na fase da reprodutibilidade da obra de arte é, justamente, a sua aura.
Nesse contexto, também se renuncia o valor de eternidade. Este estaria presente anteriormente, por exemplo, nas esculturas feitas pelos gregos para duração eterna, contudo, elas não privilegiavam a perfectibilidade, tendo em vista que as criações eram feitas a partir de um só bloco. Na era da reprodutibilidade técnica, obras cinematográficas, por exemplo, não constituem-se a partir do valor de eternidade, mas sim, a partir da perfectibilidade. Ou seja, uma película não é filmada de uma só vez, ela é montada com diferentes imagens escolhidas por um profissional visando, justamente, a perfectibilidade.
Dissertando sobre o cinema, Benjamin desenvolve algumas vantagens na utilização dessa arte fundada na era da reprodutibilidade técnica. O autor já admitia que o cinema não seria necessariamente ruim, já o compreendendo como uma arte. A sétima arte, inclusive, teria o poder de desvendar a realidade de forma mais eficaz do que a pintura. Nesse aspecto, Benjamin faz uma comparação interessante entre o cinegrafista e o pintor, ele afirma que enquanto o primeiro penetra de maneira intensa na realidade o segundo se mantém distante, pois a realidade para o cinema é sua matéria bruta e a pintura depende da criatividade e imaginação do pintor.

## A destruição da aura
O advento da reprodutibilidade técnica acarreta na multiplicação da reprodução, substitui-se a existência única da obra de arte por uma existência serial. A autenticidade e unicidade dão lugar à natureza aberta e fragmentária. Dessa forma, na concepção de Walter Benjamin, a aura não está presente na reprodução, por mais perfeita que ela seja.
Para além da perda de aura, a reprodução em série retira da obra o valor de culto e dá lugar ao valor de exposição. O valor de culto está associado ao ritual, este apresentava-se de forma variada de acordo com o tempo e espaço. Por exemplo, enquanto os gregos faziam de uma antiga estátua de Vênus um objeto de culto, na Idade Média, os doutores da Igreja enxergavam nela um ídolo malfazejo. O valor de culto por diversas vezes fez com que algumas obras de arte fossem mantidas em segredo, algumas estátuas divinas somente eram acessíveis ao sumo sacerdote. Porém, com a reprodutibilidade técnica, as obras começaram a se desfazer do uso ritual e passaram a ser cada vez mais expostas. Benjamin pontua que a fotografia é o marco no qual “o valor de culto começa a recuar, em todas as frentes, diante do valor de exposição”. Embora isso não tenha ocorrido de forma fácil, o valor de culto ainda está presente nas fotografias de rostos humanos, associada ao culto daquelas imagens devido a saudade. Uma vez que o homem se retira da fotografia, o valor de culto e a aura são extintos e passa a reinar o valor de exposição.
Tratando especificamente da perda da aura, esta, para Benjamin, está diretamente ligada aos movimentos de massa. O declínio da aura é resultado de duas circunstâncias, de forças iguais, ligadas ao crescente papel desempenhado pelas massas na vida atual. A exigência de que as coisas se tornassem mais próximas espacial e humanamente e a tendência ao acolhimento das reproduções.

## Para além da obra de arte
Continuando a problemática da degradação das experiências humanas, Walter Benjamin analisa um aspecto análogo à questão da mudança na função de arte no decorrer da evolução social. Agora seu elemento de estudo é a narrativa e a figura do narrador, e para isso ele faz comentários sobre a obra de Nikolai Leskov em seu ensaio “O Narrador”.
Nesse ensaio, ele cita que “as ações da experiência estão em baixa, e tudo indica que continuarão até que seu valor desapareça de todo”. Explica que a narrativa estaria sofrendo com a dificuldade de intercambiar experiências que as pessoas estavam vivendo no momento, fruto justamente da desvalorização da comunicação humana - mais precisamente na comunicação de pessoa para pessoa, da “experiência transmitida de boca em boca” - que o conflito Mundial e suas consequências estavam proporcionando. “Os combatentes voltavam mudos do campo de batalha, não mais ricos, e sim mais pobres em experiência comunicável”, dizia Benjamin.
Ainda sobre a questão da guerra, Benjamin ainda cita os vários livros que vieram após o fim do conflito, e as experiências relacionadas a ela como: a experiência estratégica da guerra de trincheiras, a experiência econômica pela inflação, a experiência do corpo pela guerra de material e a experiência ética pelos governantes. Todas essas seriam experiências desmoralizadas, que nada tinham em comum com a transmitida de boca em boca, característica de uma boa narrativa, pois, “entre as narrativas escritas, as melhores são as que menos se distinguem das histórias orais contadas pelos inúmeros narradores anônimos”.